# Aubry-en-Exmes
Aubry-en-Exmes és un municipi francès situat al departament de l'Orne i a la regió de Normandia. L'any 2007 tenia 274 habitants.

## Demografia

### Població
El 2007 la població de fet d'Aubry-en-Exmes era de 274 persones. Hi havia 96 famílies de les quals 12 eren unipersonals (4 homes vivint sols i 8 dones vivint soles), 40 parelles sense fills i 44 parelles amb fills.
La població ha evolucionat segons el següent gràfic:
Habitants censats

### Habitatges
El 2007 hi havia 124 habitatges, 99 eren l'habitatge principal de la família, 16 eren segones residències i 9 estaven desocupats. 121 eren cases i 1 era un apartament. Dels 99 habitatges principals, 85 estaven ocupats pels seus propietaris, 13 estaven llogats i ocupats pels llogaters i 1 estava cedit a títol gratuït; 2 tenien una cambra, 3 en tenien dues, 11 en tenien tres, 11 en tenien quatre i 72 en tenien cinc o més. 70 habitatges disposaven pel capbaix d'una plaça de pàrquing. A 32 habitatges hi havia un automòbil i a 59 n'hi havia dos o més.

### Piràmide de població
La piràmide de població per edats i sexe el 2009 era:
| Homes | Edats   | Dones |
| ----- | ------- | ----- |
| 0     | 95 o +  | 0     |
| 4     | 90 a 94 | 0     |
| 4     | 85 a 89 | 0     |
| 0     | 80 a 84 | 0     |
| 12    | 75 a 79 | 4     |
| 0     | 70 a 74 | 4     |
| 4     | 65 a 69 | 8     |
| 4     | 60 a 64 | 0     |
| 12    | 55 a 59 | 0     |
| 8     | 50 a 54 | 24    |
| 16    | 45 a 49 | 8     |
| 0     | 40 a 44 | 8     |
| 16    | 35 a 39 | 12    |
| 8     | 30 a 34 | 4     |
| 0     | 25 a 29 | 4     |
| 8     | 20 a 24 | 0     |
| 12    | 15 a 19 | 8     |
| 8     | 10 a 14 | 12    |
| 4     | 5 a 9   | 4     |
| 0     | 0 a 4   | 8     |

## Economia
El 2007 la població en edat de treballar era de 176 persones, 123 eren actives i 53 eren inactives. De les 123 persones actives 117 estaven ocupades (67 homes i 50 dones) i 6 estaven aturades (3 homes i 3 dones). De les 53 persones inactives 19 estaven jubilades, 18 estaven estudiant i 16 estaven classificades com a «altres inactius».

### Ingressos
El 2009 a Aubry-en-Exmes hi havia 108 unitats fiscals que integraven 300 persones, la mediana anual d'ingressos fiscals per persona era de 18.971 €.

### Activitats econòmiques
Dels 6 establiments que hi havia el 2007, 1 era d'una empresa extractiva, 1 d'una empresa de construcció, 1 d'una empresa de comerç i reparació d'automòbils, 2 d'empreses de serveis i 1 d'una empresa classificada com a «altres activitats de serveis».
L'any 2000 a Aubry-en-Exmes hi havia 15 explotacions agrícoles que ocupaven un total de 824 hectàrees.

## Poblacions més properes
El següent diagrama mostra les poblacions més properes.